# Elecciones presidenciales de Colombia de 1962
Las elecciones presidenciales de Colombia de 1962, se celebraron el domingo 6 de mayo de ese mismo año, y llevaron a la presidencia de Colombia al conservador en coalición Guillermo León Valencia, candidato oficialista. Su principal opositor fue el disidente liberal Alfonso López Michelsen, seguido por el disidente conservador Jorge Leyva Urdaneta y el expresidente Gustavo Rojas Pinilla.

## Antecedentes
Luego de la dictadura militar de Gustavo Rojas Pinilla, quien renunció en 1957 por problemas de gobernabilidad, y un gobierno de transición militar, los partidos tradicionales aceptaron la paridad para poder regresar al poder, mediante el sistema del Frente Nacional, negociado entre el líder de la oposición conservadora, Laureano Gómez, y Alberto Lleras Camargo, ambos expresidentes de Colombia. 
Refrendado el acuerdo político el 1 de diciembre de 1957, se acordó en ambos directorios partidistas, el lanzamiento de un candidato conservador a las elecciones presidenciales de 1958. Sin embargo, en un extraño e inexplicable cambio de planes, la candidatura de Guillermo León Valencia fue retirada para dar paso a la de Lleras Camargo. Dolido, pero consciente de la situación política, Valencia apoyó la decisión bajo la promesa de que su candidatura sería apoyada por ambos partidos para las siguientes elecciones.
Casi simultáneamente, al expresidente Rojas Pinilla (quien estaba exiliado en República Dominicana) se le abrió un proceso judicial por delitos políticos, por lo que regresó a Colombia el año siguiente, y fue condenado y perdió sus derechos políticos, con lo cual quedó inhabilitado para lanzar su campaña a la reelección en 1958.
Por otra parte, el liberal Alfonso López Michelsen, hijo del expresidente Alfonso López Pumarejo, lanzó en 1959 su movimiento radical de disidencia conocido como Movimiento Revolucionario Liberal, que albergó a los liberales disidentes y sectores de izquierda contrarios al bipartidismo, a pesar de que el padre de López apoyó el pacto de alternación.

## Candidaturas

### Partido Conservador
En 1960, los líderes conservadores decidieron lanzar la candidatura del senador y representante del tercer sector conservador, Gilberto Alzate Avendaño (otrora líder de los leopardos), a raíz de las buenas relaciones entre él, el ospinismo y el liberalismo, considerándolo una figura unificadora para el país, ganándose la enemistad de los laureanistas. Sin embargo, la muerte de Alzate en noviembre de 1960, sorprendió a los actores políticos involucrados. Por un lado, Gómez quería evitar que el expresidente Ospina lanzara su candidatura a la reelección, y por el otro, Ospina buscaba sabotear el Frente Nacional. Para encontrar unidad, se postuló la candidatura de Guillermo León Valencia, cumpliendo así el pacto de 1958.
La candidatura de Valencia fue aprobada por igual por los directorios liberales y conservadores.

### Disidencia liberal
A través del MRL, López lanzó su candidatura disidente. Las autoridades electorales no autorizaron la inscripción de la candidatura de López argumentando que éste era liberal y la Constitución no le permitía aspirar en ese periodo. Sin embargo, el candidato presentó un recurso al Consejo de Estado, en donde señalaba que en caso de ser elegido, la voluntad del constituyente primario estaba por encima de una norma constitucional adoptada por el Congreso.

### Disidencia conservadora
Al igual que en 1958, el exministro Jorge Leyva Urdaneta, protegido de Laureano Gómez, lanzó su candidatura disidente a la presidencia. Pese a que la mayoría del conservatismo apoyaba la candidatura frentenacionalista de Valencia, el sector laureanista buscó hacerse valer como fuerza política en el partido, y tener tal éxito que la dirigencia conservadora se viera obligada a pactar con ellos una solución pacífica a la división.

### Anapo
Pese a estar inhabilitado desde 1960, Rojas fundó en abril de 1961, el partido Alianza Nacional Popular (Anapo), con disidentes liberales y conservadores. Su derrota judicial le sirvió como trampolín político, mostrándolo como un acusado víctima de un sistema revanchista, además que en el proceso se ventilaron las condiciones en que llegó al poder, causándose un auténtico escándalo nacional. Desobedeciendo su condena, Rojas lanzó su candidatura presidencial, con un pequeño grupo de adeptos.

## Candidatos
La siguiente es la lista de candidatos inscritos (por orden alfabético).
| Candidato | Candidato | Candidato                                            | Formación | Cargos públicos |
| --------- | --------- | ---------------------------------------------------- | --------- | --- |
|           |           | Guillermo León Valencia 53 años                      | Abogado   | - Concejal de Popayán - Diputado a la Asamblea del Cauca - Diputado a la Asamblea de Cundinamarca - Senador de la República (1939-1949; 1958-1962) - Ministro de Relaciones Exteriores (1949; 1953) - Embajador ante la ONU (1952-1953) - Miembro de la Asamblea Nacional Constituyente (1953-1956) |
|           |           | Alfonso López Michelsen 48 años                      | Abogado   | - Representante a la Cámara (1960-1962) - Senador de Colombia (desde 1962) |
|           |           | Jorge Leyva Urdaneta 49 años Disidencia conservadora | Abogado   | - Concejal de Bogotá (1937-1939) - Diputado a la Asamblea de Cundinamarca (1939-1941) - Representante a la Cámara (1941-1947) - Senador de la República (1947-1953) - Ministro de Fomento (1949) - Gobernador de Cundinamarca (1949-1950) - Ministro de Obras Públicas (1950-1953)                  |
|           |           | Gustavo Rojas Pinilla 62 años                        | Militar   | - Ministro de Correos y Telégrafos (1949-1950) - Comandante de las Fuerzas Militares (1950-1951) - Presidente de la República (1953-1957) |

## Resultados
Como se esperaba, el triunfo fue para el candidato frentenacionalista Valencia, aunque sin obtener el amplio respaldo que consiguió Lleras Camargo en 1958. Por el contrario, se consolidó la oposición de izquierda al movimiento bipartidista, representada en López Michelsen.
La candidatura de Gustavo Rojas Pinilla fue declarada ilegal, debido a que el Congreso le despojó en 1959 de sus derechos políticos en un juicio al gobierno que éste presidio entre 1953 y 1957. Por lo tanto, sus votos fueron anulados.
| Candidato a presidente        | Partido o movimiento                                   | Votos     |
| ----------------------------- | ------------------------------------------------------ | --------- |
| Guillermo León Valencia Muñoz | Conservador (con el apoyo liberal)                     | 1.633.873 |
| Alfonso López Michelsen       | Movimiento Revolucionario Liberal (disidencia liberal) | 624.863   |
| Jorge Leyva Urdaneta          | Disidencia conservadora                                | 308.814   |
| Gustavo Rojas Pinilla         | Alianza Nacional Popular/Disidencia conservadora       | 54.557    |
| Votos en blanco               | Votos en blanco                                        | 5.822     |
| Total de votos válidos        | Total de votos válidos                                 | 1.945.582 |
| Votos nulos                   | Votos nulos                                            | 683.436   |
| Total de votantes             | Total de votantes                                      | 2.634.840 |

1. ↑  Las cifras corresponden a la nulidad de los votos para Alfonso López Michelsen y Gustavo Rojas Pinilla, más 3.244 votos nulos adicionales

### Por Departamento
| Antioquia          | 223 259 | 72.63% | 51 585 | 18.04% | 18 574 | 8.71%  | 8 068 | 2.82% |
| Atlántico          | 56 331  | 69.85% | 17 282 | 21.43% | 7 024  | 6.49%  | 2     | 0.01% |
| Bogotá             | 144 443 | 70.34% | 34 136 | 15.77% | 22 811 | 10.53% | 7 245 | 3.34% |
| Bolívar            | 47 420  | 56.24% | 25 068 | 29.73% | 11 734 | 13.91% | 82    | 0.09% |
| Boyacá             | 116 960 | 72.87% | 9 251  | 5.76%  | 25 582 | 15.94% | 8 696 | 5.41% |
| Viejo Caldas       | 164 841 | 72.66% | 46 839 | 20.64% | 12 435 | 5.48%  | 2 749 | 1.21% |
| Cauca              | 62 228  | 76.93% | 14 100 | 17.43% | 3 800  | 4.69%  | 753   | 0.93% |
| Córdoba            | 31 718  | 55.97% | 16 605 | 29.30% | 7 615  | 13.43% | 725   | 1.27% |
| Cundinamarca       | 277 463 | 68.77% | 66 158 | 16.39% | 50 907 | 12.61% | 8 925 | 2.21% |
| Chocó              | 18 592  | 83.96% | 670    | 7.15%  | 827    | 8.82%  | 5     | 0.05% |
| Huila              | 35 524  | 54.00% | 13 197 | 20.06% | 18 604 | 28.28% | 1 543 | 2.34% |
| Magdalena          | 20 789  | 46.84% | 18 467 | 41.61% | 5 108  | 11.67% | 16    | 0.03% |
| Meta               | 10 949  | 45.08% | 7 598  | 31.28% | 5 378  | 22.14% | 361   | 1.48% |
| Nariño             | 40 861  | 65.71% | 6 621  | 10.64% | 14 507 | 23.33% | 189   | 0.30% |
| Norte de Santander | 52 799  | 67.31% | 13 951 | 17.78% | 10 785 | 13.74% | 903   | 1.15% |
| Santander          | 91 832  | 60.63% | 47 739 | 31.52% | 10 211 | 6.74%  | 1 622 | 1.07% |
| Tolima             | 62 621  | 45.21% | 48 564 | 35.06% | 25 890 | 18.69% | 1 406 | 1.01% |
| Valle del Cauca    | 152 240 | 70.99% | 34 136 | 15.91% | 22 811 | 10.63% | 7 245 | 3.37% |
| Fuente: El Tiempo  |         |        |        |        |        |        |       |       |

### Votos por Departamento
| Departamento    | votos Guillermo Valencia | votos Alfonso López | Votos Jorge Leyva | Votos Gustavo Rojas | TOTAL     |
| --------------- | ------------------------ | ------------------- | ----------------- | ------------------- | --------- |
| Bogotá D.C.     | 152.240                  | 34.136              | 22.811            | 7.245               | 216.432   |
| Antioquia       | 207.631                  | 51.585              | 18.574            | 8.068               | 285.858   |
| Atlántico       | 56.331                   | 17.282              | 7.024             | 2                   | 80.639    |
| Bolívar         | 47.420                   | 25.068              | 11.734            | 82                  | 84.304    |
| Boyacá          | 116.960                  | 9.251               | 25.582            | 8.696               | 160.489   |
| Viejo Caldas    | 164.841                  | 46.839              | 12.435            | 2.749               | 226.864   |
| Cauca           | 62.228                   | 14.100              | 3.800             | 753                 | 80.881    |
| Córdoba         | 31.718                   | 16.605              | 7.615             | 725                 | 56.663    |
| Cundinamarca    | 277.463                  | 66.158              | 50.907            | 8.925               | 403.453   |
| Chocó           | 7.867                    | 670                 | 827               | 5                   | 9.369     |
| Huila           | 35.524                   | 13.197              | 18.604            | 1.543               | 65.782    |
| Magdalena       | 20.789                   | 18.467              | 5.108             | 16                  | 44.380    |
| Meta            | 10.949                   | 7.598               | 5.378             | 361                 | 24.286    |
| Nariño          | 40.861                   | 6.621               | 14.507            | 189                 | 62.178    |
| N. de Santander | 52.799                   | 13.951              | 10.785            | 903                 | 78.438    |
| Santander       | 91.832                   | 47.739              | 10.211            | 1.662               | 151.444   |
| Tolima          | 62.621                   | 48.564              | 25.890            | 1.406               | 138.481   |
| Valle del Cauca | 152.240                  | 34.136              | 22.811            | 7.245               | 214.432   |
| Total           | 1.633.873                | 624.863             | 308.814           | 54.557              | 2.634.840 |

|  | 70.34% |

|  | 15.77% |

|  | 10.53% |

|  | 3.34% |

|  | 72.63% |

|  | 18.04% |

|  | 8.71% |

|  | 2.82% |

|  | 69.85% |

|  | 21.43% |

|  | 6.49% |

|  | 0.01% |

|  | 56.24% |

|  | 29.73% |

|  | 13.91% |

|  | 0.09% |

|  | 72.87% |

|  | 5.76% |

|  | 15.94% |

|  | 5.41% |

|  | 72.66% |

|  | 20.64% |

|  | 5.48% |

|  | 1.21% |

|  | 76.93% |

|  | 17.43% |

|  | 4.69% |

|  | 0.93% |

|  | 55.97% |

|  | 29.30% |

|  | 13.43% |

|  | 1.27% |

|  | 68.77% |

|  | 16.39% |

|  | 12.61% |

|  | 2.21% |

|  | 83.96% |

|  | 7.15% |

|  | 8.82% |

|  | 0.05% |

|  | 54.00% |

|  | 20.06% |

|  | 28.28% |

|  | 2.34% |

|  | 46.84% |

|  | 41.61% |

|  | 11.67% |

|  | 00.03% |